# Muhammad al-Jawad
Pour les articles homonymes, voir Muhammad al-Taqi.
 (août 2019).
Si vous disposez d'ouvrages ou d'articles de référence ou si vous connaissez des sites web de qualité traitant du thème abordé ici, merci de compléter l'article en donnant les références utiles à sa vérifiabilité et en les liant à la section « Notes et références ».
Muhammad al-Jawâd al-Taqî, Imam Muhammad al-Jawâd ou Imam Muhammad Taqî, Muhammad b. Ali b. Mûsâ b. Ja'far, connu sous le nom d'al-Jawâd, est le neuvième Imam des chiites duodécimains. Il est né en l'an 195 H. à Médine; et a été tué à l'âge de 25 ans,  par Mu'tasim. Il est enterré à Bagdad- Kazumiya à côté de son ancêtre l'imam Musa Al-kazim.

## Biographie
Muhammad al-Taqî est né le 12 avril 811 à Médine. Ses parents sont l'imam `Alî ar-Ridhâ et Sa mère était Khaizaran, également connu sous le Sabika, une femme de la famille de Maria al-Qibtiyya, elles étaient d'origine copte Égyptienne. Après la mort de son père, il est devenu Imam par ordre divin et selon ses prédécesseurs. Il était à Médine au moment de la mort de son père.
Mamun l'a appelé à Bagdad, qui était alors la capitale du califat, et lui a montré la bonne volonté. Il lui a donné même sa fille en mariage et le garda à Baghdâd .En fait, il voulait de cette manière exercer une étroite surveillance sur l'Imam, à la fois de l'extérieur et de l'intérieur de sa famille. 
D'après la tradition des chiites duodécimains, les imams étaient aptes à donner un avis sur tous les sujets de religion et de droit et leurs avis étaient toujours légalement corrects. Concernant la transmission des connaissances d'un imam à l'autre il y a cependant une difficulté. En particulier dans le cas de Muhammad al-Taqî qui devint imam encore enfant, le point important est la transmission miraculeuse du savoir au moment de la mort de l'imam précédent. Les commentateurs chiites expliquent cet extraordinaire savoir à un jeune âge en se référant au cas de Jésus dont le Coran précise qu'il débuta sa mission alors qu'il était encore enfant. 
Au cours de son séjour à Bagdad, il eut la réputation d'avoir une bonne connaissance des sciences islamiques (Ilm) surtout si l'on considérait son jeune âge. On relate que Al-Taqî a démontré son expertise lors d'un débat public avec les principaux savants de Bagdad.
Après avoir passé huit années à Bagdad, A-Taqî et son épouse sont partis pour Médine. Quelques années plus tard, après la mort de Al-Ma'mûn en 833 sa situation s'est détériorée avec le nouveau calife Al-Mu'tasim. Muhammad al-Taqî avait perdu son protecteur et ses relations avec le calife allèrent de mal en pis à cause de l'hostilité que Al-Muta'sim lui portait.
En 835, Al-Muta'sim ordonna à Muhammad al-Taqî de revenir séjourner à Bagdad où il espérait l'amener à adopter les mœurs prodigues de la cour. Muhammad al-Taqî laissa son fils `Alî al-Hâdî et sa mère à Médine et se rendit à Bagdad. Il y est resté plus d'un an, ne se laissant pas influencer comme Al-Mu'tasim l'espérait, au contraire il devint un savant reconnu dont on appréciait les débats.
Muhammad al-Taqî est mort soudainement le 27 novembre 835. 
On attribue souvent cette mort à un empoisonnement par son épouse Umm al-Fadl à l'instigation de Al-Mu'tasim.
Il a été enterré à côté de son grand-père Mûsâ al-Kâzim dans le cimetière des Quraych à Bagdad. Cette tombe est de nos jours contenue dans le mausolée de al-Kazimiya.